# ادرار بینی

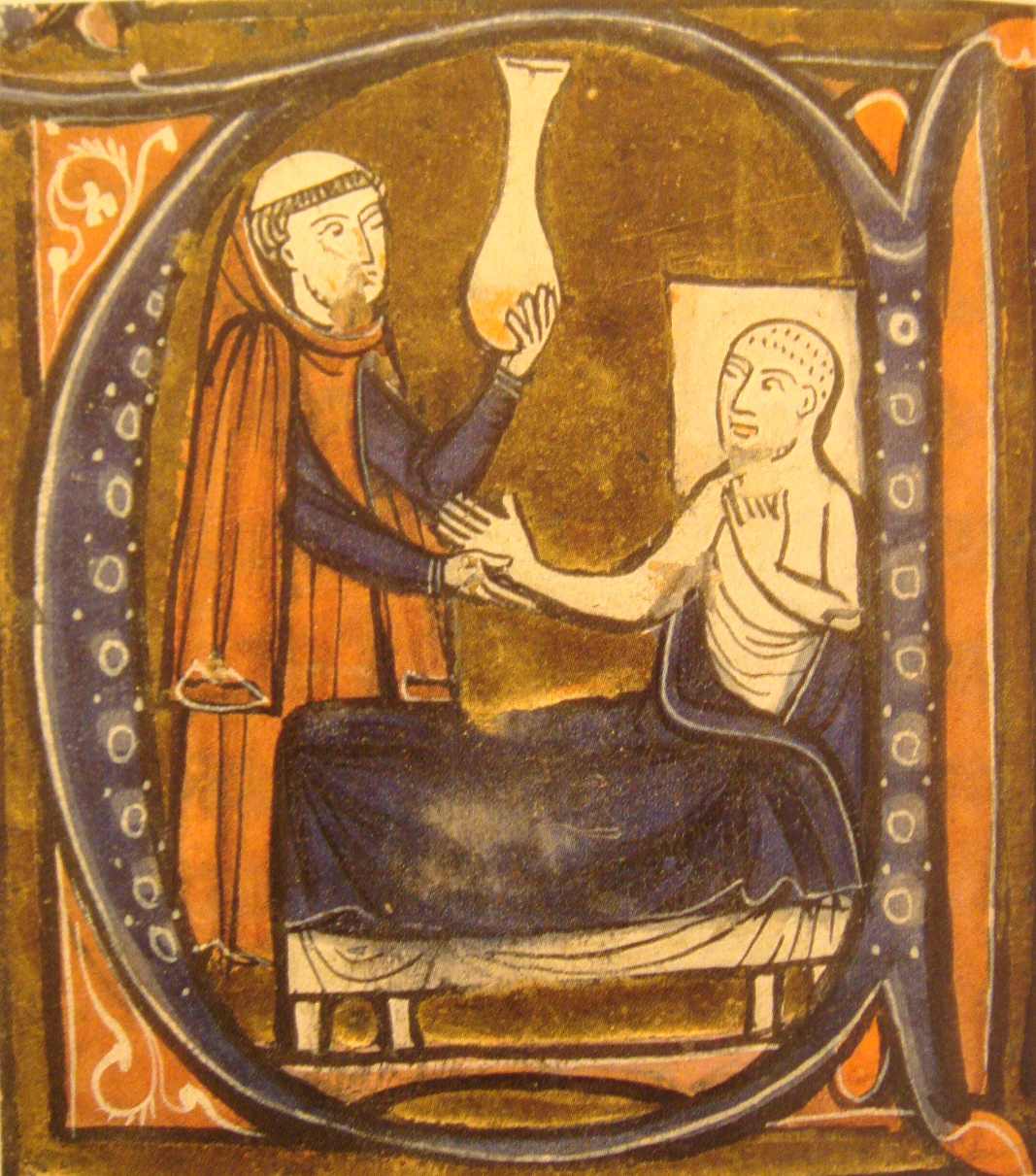
رازی در حال دیدن قاروره

ادرار بینی یا قاروره بینی که به انگلیسی اوروسکوپی خوانده می شود یک عمل پزشکی تاریخی است که در آن ادرار بیمار از نظر چرک، خون یا سایر علائم بیماری مورد بررسی قرار می گیرد.